# Prunus pygeoides
Prunus pygeoides es una especie de planta del género Prunus, perteneciente a la familia Rosaceae.

## Taxonomía
Prunus pygeoides fue descrita por Bernhard Adalbert Emil Koehne en 1915.

## Distribución
Se encuentra en el territorio centro-sur de China e India.